# نوربرت كلاين (سياسي)
نوربرت كلاين (بالهولندية: Norbert Klein)‏ هو سياسي هولندي، ولد في 1 مارس 1956 في هينجيلو في هولندا. حزبياً، نشط في حزب الشعب من أجل الحرية والديمقراطية ( – 13 نوفمبر 2014) وليد كلاين ‏ (13 نوفمبر 2014 – ) وحزب التفكير الحر ‏. وقد انتخب عضو مجلس نواب هولندا ‏ (13 نوفمبر 2014 – 22 مارس 2017) وانتخب عضو مجلس نواب هولندا ‏ (20 سبتمبر 2012 – 13 نوفمبر 2014).